# Serra de Llus
La Serra de Llus és una serra situada al municipi de Rialp a la comarca del Pallars Sobirà, amb una elevació màxima de 1.746 metres.